# Alastair Gordon (markiz)
Alastair Ninian John Gordon (ur. 20 lipca 1920, zm. 19 sierpnia 2002) – brytyjski arystokrata, najmłodszy syn Dudleya Gordona, 3. markiza Aberdeen i Temair, oraz Cécile Drummond, córki George’a Drummonda. Jako najmłodszy syn markiza nie był przewidziany do dziedziczenia tytułu.

## Życiorys
Wykształcenie odebrał w Harrow School. Interesował się fotografią. Jak sam przyznawał, jego ulubionymi obiektami były pędzące lokomotywy. Sześć lat służył w Gwardii Szkockiej (Scots Guards) walcząc na bliskowschodnim i północnoafrykańskim teatrze II wojny światowej. Po demobilizacji ukończył szkołę artystyczną (będąc już od 1939 r. członkiem Międzynarodowego Stowarzyszenia Krytyków Sztuki). Wybrał się następnie w podróż do Afryki Wschodniej, którą opisał w książce The Slight Touch of Safari, wydanej w 1952 r., którą osobiście opatrzył rysunkami.
Tytuł markiza odziedziczył po śmierci swojego starszego brata, Archibalda, w 1984 r. Jego przemówienia w Izbie Lordów dotyczyły głównie spraw związanych ze sztuką. Występował również w obronie narodowych kolei. W 1999 r. wydał The Good Whore Guide, w której opisał swoje przygody miłosne. Pod koniec życia mieszkał w Quicks Green w Berkshire.
24 lutego 1950 r. poślubił Anne Barry (ur. 1924), córkę podpułkownika Geralda Barry’ego i lady Margaret Pleydell-Bouverie, córki 6. hrabiego Radnor. Alastair i Anne mieli razem syna i dwie córki:
- Emma Cecile Gordon (ur. 1953), żona dr Rodneya Foale’a, ma dzieci
- Alexander George Gordon (ur. 1955), 7. markiz Aberdeen i Temair
- Sophia Katherine Gordon (1960–2005)